# Альсин, Жоашен
Жоашен Альсин (фр. Joachim Alcine; 26 марта 1976, Гонаив, Гаити) — гаитянский боксёр-профессионал, выступающий в 1-й средней весовой категории. Чемпион мира в 1-й средней (версия WBA, 2007—2008) весовой категории.

## Именование боксера
В России не устоялось правильное именование боксера. Его называют Джоахим Алкине, Йоахим Альсин  и Йоахим Алсине. Перед началом поединка гаитянца с Трэвисом Симмсом ринганносер Джимми Леннон представил его публике как Джоашим Альсин. Так же его называли и комментаторы Showtime Стив Альберт и Джим Грей. В Канаде, где боксёр обосновался, его называют Джоашим Альсин — так его представил местный ринганнонсер перед боем с Даниэлем Сантосом.

## 1999—2007
Дебютировал в мае 1999 года.

## 7 июля2007Трэвис Симмс —Жоашен Альсин
- Место проведения:  Харбор Ярд Арена, Бриджпорт, Коннектикут, США
- Результат: Победа Альсина единогласным решением в 12-раундовом бою
- Статус: Чемпионский бой за титул WBA в 1-м среднем весе (1-я защита Симмса)
- Рефери: Майк Ортега
- Счёт судей: Гленн Фелдман (110—115), Том Качмарек (109—116), Джордж Дегабриел (111—114) — все в пользу Альсина
- Вес: Симмс 69,20 кг; Альсин 69,10 кг
- Трансляция: Showtime
- Счёт неофициальных судей: Марк Абрамс (103—103), Шерман Кейн (102—104 Альсин), Джек Обермайер (103—104 Альсин) — оценки после 11-го раунда

В июле 2007 года состоялся бой двух непобежденных боксеров Жоашена Альсина и чемпиона мира в 1-м среднем весе по версии WBA Трэвиса Симмса. В 9-м раунде Симмс ударил противника и, не удержавшись, упал. Однако рефери отсчитал нокдаун. Симмс с этим не согласился. По итогам 12 раундов судьи единогласно объявили победителем Альсина. Результат был неожиданным, так как фаворитом считался Симмс.

## 2007
В декабре 2007 года Альсин защитил титул, победив нокаутом в 12-м раунде Альфонсо Москеру.

## 11 июля2008Жоашен Альсин —Даниэль Сантос
- Место проведения:  Юниприкс Стадиум, Монреаль, Квебек, Канада
- Результат: Победа Сантоса нокаутом в 6-м раунде в 12-раундовом бою
- Статус: Чемпионский бой за титул WBA в 1-м среднем весе (2-я защита Альсина)
- Рефери: Марлон Райт
- Счёт судей: Гленн Фелдман (47—48), Роберт Гэй (47—48), Паскуале Прокопио (47—48) — все в пользу Сантоса
- Время: 2:06
- Вес: Альсин 69,40 кг; Сантос 69,40 кг
- Трансляция: Radio-Canada
- Счёт неофициального судьи: Ги Жютра (47—48 Сантос)

В июле 2008 года состоялся бой между Жоашеном Альсином и Даниэлем Сантосом. В середине 6-го раунда пуэрториканец в контратаке попал встречным левым хуком точно в челюсть. Альсин рухнул на пол. Чемпион не смог самостоятельно встать. Рефери зафиксировал нокаут.